# Hardin (Kentucky)
Hardin è un comune degli Stati Uniti d'America, situato nello Stato del Kentucky, nella contea di Marshall.